# Christoph Friedrich Conrad von Ditmar
Christoph Friedrich Conrad von Ditmar (Kosename:  Fedi, * 6. Juni 1843 in Alt-Fennern, Estland; † 5. Mai 1894 in Riga) war ein livländischer Freiherr und Landespolitiker, der sich für die Landesverfassung Livlands einsetzte.

## Leben

### Herkunft und Familie
Christoph Friedrich von Ditmar gehörte zur einflussreichen Adelsfamilie der von Ditmar und stammte aus dem Familienstamm Livland und Estland. Sein Vater war Alexander Robert von Ditmar (1802–1847), der mit Thekla Alexandra von Löwis of Menar (1807–1863) verheiratet war. Christoph Friedrich heiratete 1872 Julie Marie Horwitz (1852–1921). Ihre Kinder waren:
- Erich Adolph Friedrich Alexander (1873–1919), verheiratet mit Mary von Kraft, ohne Nachkommen
- Friedrich Axel Octavio (1875–1899)
- Helene Elisabeth Irmgard Clemence (1881–1907)
- Elisabeth Marie (1885–1904)
- Herbert Paul Axel (1880–1906)
- Lennor Minna Adelheide von Ditmar (*/† 1878)
- Karl Kurt Walter von Ditmar (1887–1889)

### Werdegang
Nach dem Besuch der Schmidt’schen Anstalt in Fellin studierte er von 1863 bis 1864 Rechtswissenschaft und von 1864 – 1866 war er stud. cam. an der Kaiserlichen Universität Dorpat. Danach begab er sich auf eine längere Auslandsreise und übernahm 1875 als Gutsverwalter den Ritterhof Alt-Fennern. Die meiste Zeit seines Lebens verbrachte er in Dorpat und wurde Kassadeputierter. Er entwickelte sich zu einer einflussreichen Persönlichkeit und setzte sich vergeblich für eine Reform der Landesverfassung ein. Am 5. Mai 1894 schied er durch Selbstmord aus dem Leben.